# Charon (genre)
Pour les articles homonymes, voir Charon.
Genre
Synonymes
- Neocharon Dunn, 1949

Charon est un genre d'amblypyges de la famille des Charontidae.

## Distribution
Les espèces de ce genre se rencontrent en Océanie, en Asie du Sud-Est à Taïwan et à La Réunion,,.

## Liste des espèces
Selon Whip spiders of the World (version 1.0) :
- Charon forsteri (Dunn, 1949)
- Charon gervaisi Harvey & West, 1998
- Charon grayi (Gervais, 1842)
- Charon oenpelli Harvey & West, 1998
- Charon trebax Harvey & West, 1998

et décrites depuis
- Charon ambreae Reveillion & Maquart, 2018
- Charon dantei Maquart & Reveillion, 2018

Charon annulipes est un nomen dubium.

## Publication originale
- Karsch, 1879 : Ueber eine neue Eintheilung der Tarantuliden (Phrynidae auct.). Archiv für Naturgeschichte, vol. 45, p. 189–197 (texte intégral).